# Donji Čajdraš
Donji Čajdraš je naseljeno mjesto u gradu Zenici, Federacija Bosne i Hercegovine, BiH.

## Povijest
Čajdraš je teško stradao tijekom bošnjačko-hrvatskog sukoba. Borbe su trajale kratko, a odnio je dosta života. U obrani ili od posljedica rata nema više 26 osoba. Od 18. travnja 1993. iz župe je prognano i otišlo 870 osoba, a do kraja 1993. spaljene su 34 kuće.
Kronika čajdraškog župnika vlč. Bože Markotića i njegova nasljednika Tome Kneževića bila je dokazom na haškim suđenjima za zločine nad Hrvatima središnje Bosne.
Čajdraš je poslije rata dobio džamiju, 28. na zeničkom prostoru. Mons. Tomo Knežević istakao je u svojoj knjizi iz 2012. Čajdraš u mome srcu čestitke Hrvata katolika, koje je uputio aktualni čajdraški župnik povodom otvaranja tog vjerskog objekta, u nadi da će se iz njega širiti ne samo molitva, "nego i govor dobrote, ljubavi i tolerancije; govor dijaloga i uvažavanja; glas mira i praštanja."

## Stanovništvo

### 1991.
Nacionalni sastav stanovništva 1991. godine, bio je sljedeći:
ukupno: 313
- Hrvati - 232
- Muslimani - 64
- Srbi - 12
- Jugoslaveni - 4
- ostali, neopredijeljeni i nepoznato - 1

### 2013.
Nacionalni sastav stanovništva 2013. godine, bio je sljedeći:
ukupno: 238
- Bošnjaci - 129
- Hrvati - 105
- Srbi - 3
- ostali, neopredijeljeni i nepoznato - 1